# スティーブ・ヤゴ
スティーブ・ファリド・ヤゴ（Steeve Farid Yago 、1992年12月16日 - ）は、フランス・ヴァル＝ドワーズ県サルセル出身のプロサッカー選手。ブルキナファソ代表。アリス・リマソールFC所属。ポジションは、ディフェンダー。

## クラブ経歴
トゥールーズFCの下部組織で育成され、2011-12シーズンにフランスアマチュア選手権2所属のリザーブチームで初出場。2012-2013シーズンにトップチームデビューを果たした。
2013年1月に負傷したジョナタン・ゼビナに代わって抜擢されると一時期レギュラーに定着した。

## 代表歴
自身はフランス生まれだが、ルーツであるブルキナファソ代表を選択した。2013年3月23日に開催された2014 FIFAワールドカップ・アフリカ2次予選サッカーニジェール代表戦でデビュー。
主要大会ではアフリカネイションズカップ2015、アフリカネイションズカップ2017に参加した。